# مسجد و مدرسه حاج قنبرعلی خان
مسجد و مدرسه حاج قنبرعلی خان مربوط به دوره قاجار است و در تهران، خیابان مصطفی خمینی، کوچه شهید علی مرادی واقع شده و این اثر در تاریخ ۲۵ مهر ۱۳۸۳ با شمارهٔ ثبت ۱۱۲۰۹ به‌عنوان یکی از آثار ملی ایران به ثبت رسیده است.
این بنای تاریخی در سال ۱۲۸۸ هجری قمری (۱۲۵۰ خورشیدی) توسط سعدالدوله حاج قنبرعلی‌خان کرد مافی ساخته‌شد. او یکی از نزدیکان دربار ناصرالدین شاه و فردی خیر بود که تمامی املاک دور مسجد را نیز وقف مسجد نموده است.